# Juan Vicente de Güemes Padilla Horcasitas y Aguayo, 2. hrabia Revillagigedo
Juan Vicente de Güemes Padilla Horcasitas y Aguayo, 2. hrabia Revillagigedo (ur. w 1740 w Hawanie, zm. 2 maja 1799 w Madrycie) – hiszpański polityk, wicekról Nowej Hiszpanii. Jego ojcem był Juan Francisco de Güemes y Horcasitas, 1. hrabia Revillagigedo, swego czasu również wicekról Nowej Hiszpanii.
W latach 1789—1794 Wicekról Nowej Hiszpanii. Wprowadził w Meksyku zakaz wyrzucania śmieci na ulice. Zakładał szkoły i faktorie handlowe. Kazał kształcić Indian i budował dla nich szpitale. Kontynuował brukowanie dróg w mieście Meksyk.
- "Güemes Pacheco de Padilla, Juan Vicente de," Enciclopedia de México, v. 6. Mexico City: 1987.
- García Puron, Manuel, México y sus gobernantes, v. 1. Mexico City: Joaquín Porrua, 1984.
- Orozco L., Fernando, Fechas Históricas de México. Mexico City: Panorama Editorial, 1988, ISBN 968-38-0046-7.
- Orozco Linares, Fernando, Gobernantes de México. Mexico City: Panorama Editorial, 1985, ISBN 968-38-0260-5.